# Ким Йон Ир
Ким Йон Ир (чосонгъл: 김영일, да не се бърка с Ким Чен Ир), е севернокорейски политик, бивш министър-председател на Северна Корея. Той заема поста през периода 2007-2010 г., след като е избран от Великото народно събрание на КНДР.
Служил е в Корейската народна армия от 1960 до 1969 г. и след това завършва Университета по морски транспорт в Раджин. Работи като инструктор и после заместник-директор в Министерството на сухопътния и морски транспорт в продължение на 14 години. Ким Йон Ир оглавява министерството от 1994 до 2007 г., когато е избран за премиер.